# Шарана (город)
Шарана (пушту ښرنه‎) или Шаран (перс. شاران‎) — город, административный центр провинции Пактика в Афганистане. Город расположен на высоте 2200 метров. В 2006 году население города составило 2200 человек. Город имеет население 15651 (на 2015), и находится в самом сердце племени сулейманкхелев гильзаев пуштунов . Город административно поделён на 6 районов и город имеет общую площадь в 5 893 га. Общее количество жилых домов в этом городе - 1739.
14 августа 2021 года Шарана был захвачен боевиками Талибана, став двадцатой столицей провинции, захваченной талибами в рамках более широкого наступления Талибана 2021 года.

## Климат
Из-за климата степей, Шаран имеет холодный полупустынный климат (БСК) в рамках классификации климата Köppen. Средняя температура в Шаране - 10,8 ° C, а годовое количество осадков составляет в среднем 265 мм. Сентябрь - самый засушливый месяц с 1 мм осадков, в то время как март, самый влажный месяц, имеет среднее количество осадков 54 мм.

Июль - самый теплый месяц в году со средней температурой 23,6 ° C. Самый холодный месяц январь имеет среднюю температуру -4,5. ° C, со средним минимумом -10,9 ° C.
| Показатель | Янв. | Фев. | Март | Апр. | Май | Июнь | Июль | Авг. | Сен. | Окт. | Нояб. | Дек. |
| ---------- | ---- | ---- | ---- | ---- | --- | ---- | ---- | ---- | ---- | ---- | ----- | ---- |

## Пользование земли
На бесплодные земли и сельское хозяйство приходится 73% всей земли. Шарана имеет самую большую долю земель, классифицируемых как институциональные (14%), по сравнению с любой столицей афганской провинции.